# Agelas inaequalis
Agelas inaequalis är en svampdjursart som beskrevs av Gustavo Pulitzer-Finali 1986. Agelas inaequalis ingår i släktet Agelas och familjen Agelasidae.
Artens utbredningsområde är Bahamas. Inga underarter finns listade i Catalogue of Life.